# Rali Dakar de 2016
O Rali Dakar 2016 foi a 37ª edição do rali-raid mais exigente do mundo. Teve lugar entre 3 e 16 de Janeiro e pela oitava vez consecutiva ocorreu na América do Sul. A empresa francesa ASO (Amaury Sport Organisation) é a organizadora do Dakar, que percorreu terras da Argentina e Bolívia. Pela primeira vez desde que a prova é realizada no continente americano, o Chile não fez parte da rota. Marc Coma, após conquistar o 5º título em motos na edição de 2015, assumiu o papel de director da prova de 2016.
O rali foi ganho pelo estreante de 2015 Toby Price, continuando o domínio da KTM, com a Honda a continuar a sofrer de falta de fiabilidade. Os irmãos Patronelli dominaram nos Quads (desta vez por Marcos), enquanto a Peugeot voltou com um carro superior que a concorrência. O estreante Sébastien Loeb dominou a primeira semana, mas no final a vitória foi para o Sr. Dakar Stephane Peterhansel. Gerard de Rooy  ganhou o Dakar novamente, pondo fim ao domínio Kamaz.
Honda, Mini, Toyota e Kamaz 2016 foram maiores decepções.

## Historia da prova
Desde cedo o ASO enfrentou problemas de planeamento do rali de 2016. O Chile recusou-se a receber o rali, pela primeira vez desde que o Dakar se realiza na América do Sul, e a apenas 4 meses para o início, o Peru também se recusou receber o rali. Sem o Deserto do Atacama e os Andes, o rali foi baseado principalmente na Argentina, com muitas etapas rápidas em pistas fechadas ao estilo WRC, e com  poucas etapas de navegação em terreno aberto.
O maior problema que os competidores enfrentaram foi o fenómeno climático El Niño, que encurtou a maioria das etapas devido à chuva forte (na primeira semana) e calor enorme (na segunda). Todos estes problemas levaram a muitas críticas e o diretor do Dakar Étienne Lavigne chegou a anunciar uma possível mudança do rali para o sul do continente africano, com o objetivo de pressionar os países sul-americanos. Mais tarde, ele viria anunciar que o rali permaneceria na América do Sul estando à procura de novos países.

## Participantes
| Etapa           | Motos    | Quads    | Carros   | Camiões  | Total     |
| --------------- | -------- | -------- | -------- | -------- | --------- |
| Início do Rali  | 136      | 45       | 111      | 55       | 347       |
| Dia de descanso | 112      | 36       | 90       | 51       | 289       |
| Fim do Rali     | 84 (61%) | 23 (51%) | 67 (60%) | 41 (75%) | 215 (62%) |

### Motos
| Marca     | No. | Piloto                  |
| --------- | --- | ----------------------- |
| KTM       | 3   | Toby Price              |
| KTM       | 5   | Štefan Svitko           |
| KTM       | 9   | David Casteu            |
| KTM       | 10  | Olivier Pain            |
| KTM       | 11  | Jordi Viladoms          |
| KTM       | 14  | Matthias Walkner        |
| KTM       | 25  | Sam Sunderland          |
| KTM       | 36  | Juan Carlos Salvatierra |
| Honda     | 2   | Paulo Gonçalves         |
| Honda     | 6   | Joan Barreda            |
| Honda     | 19  | Michael Metge           |
| Honda     | 22  | Javier Pizzolito        |
| Honda     | 24  | Jean Azevedo            |
| Yamaha    | 7   | Hélder Rodrigues        |
| Yamaha    | 15  | Frans Verhoeven         |
| Yamaha    | 18  | Alessandro Botturi      |
| Husqvarna | 4   | Pablo Quintanilla       |
| Husqvarna | 8   | Ruben Faria             |
| Sherco    | 17  | Juan Pedrero            |
| Sherco    | 20  | Alain Duclos            |

| Marca   | No. | Piloto               | navegador           |
| ------- | --- | -------------------- | ------------------- |
| Ford    | 320 | Xavier Pons          | Ricardo Torlaschi   |
| Peugeot | 302 | Stéphane Peterhansel | Jean-Paul Cottret   |
| Peugeot | 303 | Carlos Sainz         | Lucas Cruz          |
| Peugeot | 314 | Sébastien Loeb       | Daniel Elena        |
| Peugeot | 321 | Cyril Despres        | David Castera       |
| Peugeot | 328 | Romain Dumas         | Denis Giraudet      |
| Mini    | 300 | Nasser Al-Attiyah    | Matthieu Baumel     |
| Mini    | 304 | Nani Roma            | Alex Haro           |
| Mini    | 306 | Erik Van Loon        | Wouter Rosegaar     |
| Mini    | 310 | Orlando Terranova    | Bernardo Graue      |
| Mini    | 315 | Mikko Hirvonen       | Michel Périn        |
| Mini    | 325 | Adam Malysz          | Xavier Panseri      |
| Toyota  | 301 | Giniel de Villiers   | Dirk von Zitzewitz  |
| Toyota  | 305 | Yazeed Al-Rajhi      | Timo Gottschalk     |
| Toyota  | 307 | Vladimir Vasilyev    | Konstantin Zhiltsov |
| Toyota  | 311 | Bernhard ten Brinke  | Tom Colsoul         |
| Toyota  | 316 | Ronan Chabot         | Gilles Pillot       |
| Toyota  | 322 | Marek Dabrowski      | Jacek Czachor       |
| Toyota  | 329 | Martin Prokop        | Jan Tománek         |

| Marca  | No. | Piloto               |
| ------ | --- | -------------------- |
| Yamaha | 250 | Rafał Sonik          |
| Yamaha | 251 | Ignacio Casale       |
| Yamaha | 252 | Marcos Patronelli    |
| Yamaha | 253 | Alejandro Patronelli |
| Yamaha | 254 | Jeremias Gonzalez    |
| Yamaha | 264 | Serguei Karjakin     |
| Yamaha | 265 | Alexis Hernández     |
| Honda  | 255 | Mohammed Abu-Issa    |
| Honda  | 266 | Sebastian Palma      |
| Honda  | 267 | Lucas Bonetto        |
| Can-Am | 258 | Daniel Mazzuco       |
| Can-Am | 260 | Franco Picco         |

### Camiões
| Marca | No. | Piloto            | Co-Pilotos      | Co-Pilotos           |
| ----- | --- | ----------------- | --------------- | -------------------- |
| Kamaz | 500 | Ayrat Mardeev     | Aydar Belyaev   | Dmitriy Svistunov    |
| Kamaz | 502 | Eduard Nikolaev   | Evgeny Yakovlev | Vladimir Rybakov     |
| Kamaz | 504 | Andrey Karginov   | Andrey Mokeev   | Igor Leonov          |
| Kamaz | 508 | Dmitry Sotnikov   | Igor Devyatkin  | Ruslan Akhamadeev    |
| Iveco | 501 | Gérard de Rooy    | Darek Rodewald  | Jurgen Damen         |
| Iveco | 503 | Aleš Loprais      | Ferran Alcayna  | Bernard der Kinderen |
| Iveco | 518 | Pep Vila          | Xavi Colome     | Marc Torres Sala     |
| MAN   | 506 | Hans Stacey       | Serge Bruynkens | Jan van der Vaet     |
| Tatra | 505 | Martin Kolomý     | David Kilián    | René Kilián          |
| Ginaf | 520 | Jan Lammers       | Emiel Megens    | Erik Kofma           |
| MAZ   | 507 | Siarhei Viazovich | Pavel Haranin   | Andrei Zhyulin       |

## Etapas
Distância de acordo com o site oficial.
| Etapa | Data       | Partida               | Chegada               | Motos           | Motos           | Motos                               | Quads                               | Carros          | Carros          | Carros          | Camiões         | Camiões         | Camiões            |
| Etapa | Data       | Partida               | Chegada               | km              | SS              | Vencedor                            | Vencedor                            | Tot             | SS              | Vencedor        | Tot             | SS              | Vencedor           |
| ----- | ---------- | --------------------- | --------------------- | --------------- | --------------- | ----------------------------------- | ----------------------------------- | --------------- | --------------- | --------------- | --------------- | --------------- | ------------------ |
| P     | 2 Janeiro  | Buenos Aires          | Rosário               | 346             | 11              | J. Barreda                          | I. Casale                           | 346             | 11              | B. Ten Brinke   | 346             | 11              | Etapa neutralizada |
| 1     | 3 Janeiro  | Buenos Aires          | Villa Carlos Paz      | 632             | 227             | Etapa cancelada devido ao mau tempo | Etapa cancelada devido ao mau tempo | 662             | 258             | Etapa cancelada | 662             | 258             | Etapa cancelada    |
| 2     | 4 Janeiro  | Villa Carlos Paz      | Termas Río Hondo      | 786             | 450 354         | T. Price                            | I. Casale                           | 858             | 521 387         | S. Loeb         | 858             | 521 387         | P. Versluis        |
| 3     | 5 Janeiro  | Termas Río Hondo      | San Salvador de Jujuy | 663             | 314 200         | K. Benavides                        | B. Baragwanath                      | 663             | 314 200         | S. Loeb         | 663             | 314 130         | M. Kolomy          |
| 4M    | 6 Janeiro  | San Salvador de Jujuy | San Salvador de Jujuy | 629             | 429             | P. Gonçalves                        | Juan C. Carignani                   | 629             | 429             | S. Peterhansel  | 619             | 418             | G. Rooy            |
| 5     | 7 Janeiro  | San Salvador de Jujuy | Uyuni                 | 624             | 327             | T. Price                            | A. Hernández                        | 624             | 327             | S. Loeb         | 624             | 327             | E. Nikolaev        |
| 6     | 8 Janeiro  | Uyuni                 | Uyuni                 | 723             | 542             | T. Price                            | M. Patronelli                       | 723             | 542             | S. Peterhansel  | 600             | 295             | H. Stacey          |
| 7     | 9 Janeiro  | Uyuni                 | Salta                 | 793             | 353 230         | A. Meo                              | L. Bonetto                          | 793             | 353             | C. Sainz        | 793             | 353             | E. Nikolaev        |
|       | 10 Janeiro | Salta                 | Salta                 | Dia de descanso | Dia de descanso | Dia de descanso                     | Dia de descanso                     | Dia de descanso | Dia de descanso | Dia de descanso | Dia de descanso | Dia de descanso | Dia de descanso    |
| 8     | 11 Janeiro | Salta                 | Belén                 | 766             | 393             | T. Price                            | M. Patronelli                       | 766             | 393             | N. Al-Attiyah   | 766             | 393             | G. Rooy            |
| 9     | 12 Janeiro | Belén                 | Belén                 | 436M            | 285M            | T. Price                            | P. Copetti                          | 396             | 285             | C. Sainz        | 396             | 285             | G. Rooy            |
| 10    | 15 Janeiro | Belén                 | La Rioja              | 561             | 278             | Š. Svitko                           | B. Baragwanath                      | 763             | 278             | S. Peterhansel  | 763             | 431             | P. Baar            |
| 11    | 14 Janeiro | La Rioja              | San Juan              | 712             | 431             | A. Méo                              | A. Patronelli                       | 712             | 431             | N. Al-Attiyah   | 712             | 431             | E. Nikolaev        |
| 12    | 15 Janeiro | San Juan              | Villa Carlos Paz      | 931             | 481             | H. Rodrigues                        | M. Patronelli                       | 866             | 481             | M. Hirvonen     | 866             | 267             | P. Versluis        |
| 13    | 16 Janeiro | Villa Carlos Paz      | Rosário               | 699             | 180             | P. Quintanilla                      | B. Baragwanath                      | 699             | 180             | S. Loeb         | 699             | 180             | H. Stacey          |

Notas:
- M: Etapa Maratona (sem parque de assistência).
- Prólogo neutralizado após um despiste de um automóvel, que impediu os camiões de partirem.
- 1ª etapa cancelada devido ao mau tempo.
- 2ª etapa encurtada devido ao mau tempo.
- 3ª etapa encurtada devido ao mau tempo. A etapa dos camiões foi ainda encurtada uma segunda vez após a anulação do troço após o segundo waypoint devido a um abatimento da pista.
- 7ª etapa para motos e quads foi encurtada devido ao mau tempo (anulado o segundo sector cronometrado).
- Etapas 9 e 11 encurtadas devido às altas temperaturas
- Etapa 10 encurtada devido à chuva que caiu aumentando o caudal dos rios no ultimo troço cronometrado.

1. ↑  Hans Stacey fez o tempo tempo mais rápido mas foi penalizado em 2 minutos
2. ↑  Joan Barreda fez o tempo mais rápido mas foi penalizado em 1 minuto por excesso de velocidade na ligação.
3. ↑  Joan Barreda fez o tempo mais rápido na etapa mas foi penalizado em 5 minutos por exceder novamente a velocidade na ligação.[6]
4. ↑  Marcus Patronelli venceu inicialmente a etapa mas depois a organização decidiu anular o último sector cronometrado.[7]

## Resumo
A corrida começou com um prólogo de 11 km em Buenos Aires, marcado por um acidente quando uma piloto perdeu o controlo do seu carro atingindo os espectadores ferindo 10 pessoas, com a organização neutralizar a corrida para os restantes concorrentes. A primeira etapa "real" foi cancelada devido ao mau tempo. Devido à mesma razão, as segunda e terceira etapas foram encurtados em cerca de 100 km. A terceira etapa para camiões foi encurtada uma segunda vez depois de uma parte da pista ter colapsado devido à chuva forte. As quarta e quinta etapa foram as duas parte da primeira etapa maratona do rali de 2016, com a inovação deste ano os veículos entrarem em parque fechado no final da primeira etapa, com os concorrentes impedidos de intervir nas viaturas, mesmo sem assistência. A sétima etapa foi uma das mais dramáticas. Primeiro, o retorno à Argentina e El Niño, cancelando o segundo sector cronometrado para motos e quads. Em seguida, o grave acidente de Matthias Walkner e o despiste de Lionel Baud em Mitsubishi, matando um espectador na Bolívia.
O calor extremo levaram ao encurtamento das etapas 9 e 11, enquanto os últimos 33 km da etapa 10 foram cancelados devido à chuva que fez aumentar o caudal dos rios.

### Motos
Primeira corrida sem Cyril Despres e Marc Coma, que dominaram as 10 edições anteriores. Esperava-se uma corrida completamente aberta com um grande grupo de candidatos à vitória da KTM e Honda, mas também da Husqvarna (competindo com motos KTM) reforçada pelo candidato à vitória Ruben Faria, enquanto a Yamaha (que perdeu alguns dos seus melhores pilotos mas teve o regresso de Hélder Rodrigues) desempenhou um papel secundário. Sherco também estava à espreita de fazer uma surpresa principalmente por Alain Duclos.
Joan Barreda, como lhe é habitual, começou o rali com um ritmo forte, venceu o prólogo e fez o melhor tempo na 3ª e 4ª etapas, mas foi penalizado por 2 vezes por excesso de velocidade nas ligações. Isso levou à vitória do estreante argentino Kevin Benavides e à liderança do privado Štefan Svitko na terceira etapa. Na etapa 4 uma dobradinha para Portugal com Paulo Gonçalves a vencer a etapa à frente de Ruben Faria, e garantir a liderança. Vitórias na etapas 5 e 6 para Toby Price da KTM mas Gonçalves manteve liderança. Na etapa 6, um acidente levou ao abandono de Ruben Faria com um pulso quebrado quando era 7º da geral, e Joan Barreda perdeu todas as hipóteses de ganhar o Dakar de 2016, com problemas mecânicos terminando 5 horas atrás de Price.
Na etapa 7, o abandono de 2 candidatos à vitória: Joan Barreda, recusou-se a continuar após a pesada perda de tempo no dia anterior, apesar da moto ter sido reparada e se encontrar em perfeitas condições, e depois o acidente de Matthias Walkner, que levou ao seu abandono com uma fratura do fémur. Paulo Gonçalves foi o primeiro piloto a chegar e ficou como ele até o resgate médico chegar. Mais tarde, a organização tirou os 10,53 minutos, que ele ficou com seu rival. Antoine Méo venceu a etapa e Gonçalves aumentou a vantagem sobre Toby Price. Svitko foi o terceiro antes do dia de descanso.
Na etapa 8 Toby Price venceu à frente de Paulo Gonçalves (que sofreu uma aparatosa queda) e tomou a liderança. Na etapa 9 Paulo Gonçalves furou o radiador no 2º sector. No entanto a anulação deste sector permitiu que chegasse ao fim, perdendo mais de meia hora e caindo para 3º. No final, sendo etapa maratona, a moto foi reparada pelos pilotos da Honda e pelo compatriota Mário Patrão que conseguiram reconstruir o motor, sem necessidade de o substituir e consequente penalização. No entanto no final da etapa 10 viria a ser penalizado na mesma em quase 40 minutos acabando com as possibilidade de vitória. Na etapa 10 Toby price geriu a vantagem, e a vitória foi para o privado Svitko, seguido de Benavides. Na 11ª etapa, Paulo Gonçalves, após ter sofrido a penalização, partiu ao ataque mas caiu no início da prova, caindo novamente ao km 118, sofrendo um traumatismo craniano e sendo obrigado a retirar. Svitko e Benavides perderam tempo para Antoine Méo e Toby Price. Na 12ª etapa a vitória foi para Hélder Rodrigues em Yamaha, a primeira não KTM e não Honda, enquanto na 13ª etapa foi a vez da Husqvarna por Pablo Quintanilla.

### Quads
2016 foi o regresso dos irmãos Patronelli, que dominaram o Dakar sul-americano entre 2010 e 2013. Mas foi o campeão de 2014 Ignacio Casale que dominou o início da corrida vencendo as primeiras etapas. O rookie Brian Baragwanath foi o herói da etapa 3, vencendo depois de ter sido segundo na etapa 2. Na etapa 4, o que poderia ser a primeira vitória para Marcos Patronelli mais tarde se tornou numa vitória para o italiano Juan Carlos Carignani, após a organização cancelar o último sector cronometrado. A segunda parte da etapa maratona revolucionou a classificação geral com muitos acidentes e problemas mecânicos que levaram a muitos abandonos, como Marcelo Medeiros (terceiro da geral) Rafal Sonik (atual campeão) e o qatari Abu-Issa. O russo vencedor 2014 Ignacio Casale perdeu uma quantidade enorme de tempo para Alexis Hernandez o vencedor do dia. O piloto russo Sergey surpreendente Karyakin assumiu a liderança. Na etapa 6, finalmente, o regresso dos irmãos Patronelli às vitórias, com Marcos vencendo à frente de Alejandro, que subiu para o topo da classificação geral, no dia do abandono de Casale devido a uma fratura na clavícula após um acidente. Na etapa 7 a vitória foi para Lucas Bonetto, sem alterações significativas em geral.
Na segunda semana de corrida, os irmãos Patronelli terminaram quase todas as etapas no top-3 aumentando assim a sua vantagem.

### Carros
O exército Mini enfrentou as Toyotas sul-africanas e o retorno da Peugeot com um totalmente renovado 2008 DKR após o flop de 2015. O prólogo era apenas um aperitivo com os concorrentes terminando separados por pequenas diferenças, mas na 2ª e 3ª etapas ao estilo WRC, o estreante Sébastien Loeb mostrou a sua classe, numa dobradinha para a Peugeot, apesar da etapa ser mais favorável para os veículos 4X4. Na alta montanha da etapa 4, um 1-2-3 para Peugeot (primeira vitória para Stéphane Peterhansel com um Peugeot, a sua 33ª vitória em carros, 66ª vitória combinada e 50ª vitória para a Peugeot), que garantiu também o quinto lugar, com apenas o Mini de Nasser Al-Attiyah Mini pelo meio, o que demonstrou a vantagem das melhorias introduzidas no 2008 DKR. na quinta etapa, mais uma vitória para Sébastien Loeb (sua terceira) e mais um 1-2-3 para a Peugeot. Na sexta etapa, uma outra dobradinha para a Peugeot com Peterhansel terminando à frente de Carlos Sainz. Loeb teve que mudar dois pneus furados e perdeu a liderança para Peterhansel. 7ª etapa e 7 vitórias para a Peugeot, desta vez para Carlos Sainz. Peterhansel foi quarto e perdeu a liderança para Loeb (segundo na etapa). Al-Attiyad foi o melhor não-Peugeot (terceiro lugar na etapa, em quarto lugar atrás da armada francesa). O vencedor do prólogo viu a sua Toyota arder completamente e foi para casa mais cedo.
No dia após o descanso Sebastien Loeb enfrentou vários problemas, tendo atascado primeiro e depois capotado numa zona de rio seco. Apesar de ter perdido mais de 1h30, conseguiu levar o Peugeot até ao final da etapa. Foi o dia da primeira vitória da Mini por Nasser Al-Attiyah, sendo 3º na geral atrás de Peterhansel e Sainz.
Na 9ª etapa, Loeb voltou a atascar e a perder imenso tempo, enquanto Peterhansel também perdeu tempo com um furo. Nasser foi apenas 5º. O melhor foi Sainz (que assumiu a liderança) seguido pelos Mini de Van Loon e Hirvonen.
Etapa 10 capotanços de Erick Van Loon e de Nasser Al-attiyah. Sainz ficou atascado e enfrentou problemas de caixas de velocidades, abandonando. Com isto Peterhansel passou para primeiro com mais de uma hora de vantagem sobre Nasser, e com as etapas mais difíceis já ultrapassadas.
Peterhansel geriu a vantagem, Sébastien Loeb voltou a ter problemas mecânicos tendo sido rebocado por Cyril Déspres mas ainda assim conseguiu terminar em 2º na etapa. Nasser, fazendo parte da etapa com apenas duas rodas motrizes, venceu a etapa. No final da etapa o veiculo eléctrico Aciona, teve de abandonar.
À 12ª etapa chegou a primeira vitória de Hirvonen, à frente de Nasser, na primeira etapa sem um Peugeot no top-3. Loeb terminou o Dakar como começou: a vencer.

### Camiões
Após o domínio da Kamaz nas edições anteriores, foi uma grande surpresa ver os monstros russos no meio da classificação nas primeiras etapas. A corrida para os pesos-pesados, não começou antes da etapa 2 (devido a um acidente de carro no Prólogo que impediu os restantes concorrentes de competir, e o cancelamento da 1ª etapa devido ao mau tempo). A MAN dominou as primeiras etapas, com Hans Stacey definindo o tempo mais rápido na 3ª etapa, mas recebeu uma penalização de 2 minutos. Ele e seu companheiro de equipa, Peter Versluis alternaram na liderança nas primeiras etapas. As vitórias do Tatra de Martin Kolomý na 3ª etapa e do Iveco de De Rooy na 4ª etapa demonstraram a competitividade do Dakar de 2016. O ex-piloto de rali Federico Villagra com uma incrível regularidade foi o melhor Iveco (e não MAN), na terceira posição. Na etapa 5, o abandono de Ales Loprais e o regresso da Kamaz às vitórias, com Eduard Nikolaev. Villagra assumiu a liderança, mas perdeu algum tempo na etapa 6, e Hans Stacey conquistou a vitória e a liderança da corrida. Na 7ª etapa mais uma vitória para Nikolaev e o seu Kamaz. Stacey perdeu algum tempo e caiu para a quinta posição, enquanto Versluis subiu ao primeiro lugar, seguido por De Rooy e os dois Kamaz. Villagra também teve problema na etapa e caiu para sexto.
Na etapa 8 nova vitória de De Rooy, num dia em que Versluis perdeu muito tempo assim como Hans Stacey e Villagra. Na etapa 9 nova vitória de De Rooy, e novo dia complicado para Versluis que foi apenas 12º. Na 10ª etapa, tal como Peterhansel, De rooy ficou muito próximo da vitória final ao ganhar tempo a todos os adversários e passar a ter mais de uma hora de vantagem sobre o 2º da geral. A vitória foi uma surpresa por Pascal de Baar num Renault. Na 11ª etapa De Rooy geriu a vantagem, enquanto a vitória foi para o Kamaz de Nikolaev. Peter Verslsuis voltou a vencer na 12ª etapa, mas já se encontrava demasiado longe do pódio.

## Resultados das etapas

### Motos
|                 | Resultado da Etapa                  | Resultado da Etapa                  | Resultado da Etapa                  | Resultado da Etapa                  | Resultado da Etapa                  | Classificação Geral                 | Classificação Geral                 | Classificação Geral                 | Classificação Geral                 | Classificação Geral                 |
| Etapa           | Pos                                 | Piloto                              | Marca                               | Tempo                               | Dif                                 | Pos                                 | Piloto                              | Marca                               | Tempo                               | Dif                                 |
| --------------- | ----------------------------------- | ----------------------------------- | ----------------------------------- | ----------------------------------- | ----------------------------------- | ----------------------------------- | ----------------------------------- | ----------------------------------- | ----------------------------------- | ----------------------------------- |
| Pro             | 1                                   | Joan Barreda                        | Honda                               | 00:06:27                            |                                     | 1                                   | Joan Barreda                        | Honda                               | 00:06:27                            |                                     |
| Pro             | 2                                   | Ruben Faria                         | Husqvarna                           | 00:06:27                            | 00:00                               | 2                                   | Ruben Faria                         | Husqvarna                           | 00:06:27                            | 00:00:00                            |
| Pro             | 3                                   | Hélder Rodrigues                    | Yamaha                              | 00:06:30                            | 00:03                               | 3                                   | Hélder Rodrigues                    | Yamaha                              | 00:06:30                            | 00:00:03                            |
|                 |                                     |                                     |                                     |                                     |                                     |                                     |                                     |                                     |                                     |                                     |
| 1               | Etapa cancelada devido ao mau tempo | Etapa cancelada devido ao mau tempo | Etapa cancelada devido ao mau tempo | Etapa cancelada devido ao mau tempo | Etapa cancelada devido ao mau tempo | Etapa cancelada devido ao mau tempo | Etapa cancelada devido ao mau tempo | Etapa cancelada devido ao mau tempo | Etapa cancelada devido ao mau tempo | Etapa cancelada devido ao mau tempo |
|                 |                                     |                                     |                                     |                                     |                                     |                                     |                                     |                                     |                                     |                                     |
| 2               | 1                                   | Toby Price                          | KTM                                 | 03:46:24                            |                                     | 1                                   | Toby Price                          | KTM                                 | 03:53:09                            |                                     |
| 2               | 2                                   | Ruben Faria                         | Husqvarna                           | 03:47:44                            | 01:20                               | 2                                   | Ruben Faria                         | Husqvarna                           | 03:54:11                            | 00:01:02                            |
| 2               | 3                                   | Alain Duclos                        | Sherco                              | 03:48:15                            | 01:51                               | 3                                   | Alain Duclos                        | Sherco                              | 03:55:02                            | 00:01:53                            |
|                 |                                     |                                     |                                     |                                     |                                     |                                     |                                     |                                     |                                     |                                     |
| 3               | 1                                   | Kevin Benavides                     | Honda                               | 02:31:03                            |                                     | 1                                   | Štefan Svitko                       | KTM                                 | 06:27:04                            |                                     |
| 3               | 2                                   | Paulo Gonçalves                     | Honda                               | 02:31:29                            | 00:26                               | 2                                   | Kevin Benavides                     | Honda                               | 06:27:38                            | 00:00:34                            |
| 3               | 3                                   | Antoine Meo                         | KTM                                 | 02:31:30                            | 00:27                               | 3                                   | Joan Barreda                        | Honda                               | 06:27:50                            | 00:00:46                            |
|                 |                                     |                                     |                                     |                                     |                                     |                                     |                                     |                                     |                                     |                                     |
| 4               | 1                                   | Paulo Gonçalves                     | Honda                               | 04:07:19                            |                                     | 1                                   | Paulo Gonçalves                     | Honda                               | 10:35:17                            |                                     |
| 4               | 2                                   | Ruben Faria                         | Husqvarna                           | 04:09:54                            | 02:35                               | 2                                   | Kevin Benavides                     | Honda                               | 10:37:34                            | 00:02:17                            |
| 4               | 3                                   | Kevin Benavides                     | Honda                               | 04:09:56                            | 02:37                               | 3                                   | Joan Barreda                        | Honda                               | 10:38:20                            | 00:03:03                            |
|                 |                                     |                                     |                                     |                                     |                                     |                                     |                                     |                                     |                                     |                                     |
| 5               | 1                                   | Toby Price                          | KTM                                 | 04:03:44                            |                                     | 1                                   | Paulo Gonçalves                     | Honda                               | 14:30:07                            |                                     |
| 5               | 2                                   | Antoine Méo                         | KTM                                 | 04:06:05                            | 02:21                               | 2                                   | Štefan Svitko                       | KTM                                 | 14:31:52                            | 00:01:45                            |
| 5               | 3                                   | Štefan Svitko                       | KTM                                 | 04:06:17                            | 02:33                               | 3                                   | Toby Price                          | KTM                                 | 14:31:54                            | 00:01:47                            |
|                 |                                     |                                     |                                     |                                     |                                     |                                     |                                     |                                     |                                     |                                     |
| 6               | 1                                   | Toby Price                          | KTM                                 | 05:51:48                            |                                     | 1                                   | Paulo Gonçalves                     | Honda                               | 20:23:07                            |                                     |
| 6               | 2                                   | Matthias Walkner                    | KTM                                 | 05:52:53                            | 01:05                               | 2                                   | Toby Price                          | KTM                                 | 20:23:42                            | 00:00:35                            |
| 6               | 3                                   | Paulo Gonçalves                     | Honda                               | 05:53:00                            | 01:12                               | 3                                   | Matthias Walkner                    | KTM                                 | 20:25:57                            | 00:02:50                            |
|                 |                                     |                                     |                                     |                                     |                                     |                                     |                                     |                                     |                                     |                                     |
| 7               | 1                                   | Antoine Meo                         | KTM                                 | 02:27:27                            |                                     | 1                                   | Paulo Gonçalves                     | Honda                               | 22:52:30                            |                                     |
| 7               | 2                                   | Kevin Benavides                     | Honda                               | 02:29:20                            | 01:53                               | 2                                   | Toby Price                          | KTM                                 | 22:55:42                            | 00:03:12                            |
| 7               | 3                                   | Paulo Gonçalves                     | Honda                               | 02:29:23                            | 01:56                               | 3                                   | Štefan Svitko                       | KTM                                 | 23:01:54                            | 00:09:24                            |
|                 |                                     |                                     |                                     |                                     |                                     |                                     |                                     |                                     |                                     |                                     |
| Dia de descanso |                                     |                                     |                                     |                                     |                                     |                                     |                                     |                                     |                                     |                                     |
|                 |                                     |                                     |                                     |                                     |                                     |                                     |                                     |                                     |                                     |                                     |
| 8               | 1                                   | Toby Price                          | KTM                                 | 04:33:14                            |                                     | 1                                   | Toby Price                          | KTM                                 | 27:28:56                            |                                     |
| 8               | 2                                   | Paulo Gonçalves                     | Honda                               | 04:38:31                            | 05:17                               | 2                                   | Paulo Gonçalves                     | Honda                               | 27:31:01                            | 00:02:05                            |
| 8               | 3                                   | Pablo Quintanilla                   | Husqvarna                           | 04:39:46                            | 06:32                               | 3                                   | Štefan Svitko                       | KTM                                 | 27:43:10                            | 00:14:14                            |
|                 |                                     |                                     |                                     |                                     |                                     |                                     |                                     |                                     |                                     |                                     |
| 9               | 1                                   | Toby Price                          | KTM                                 | 03:26:58                            |                                     | 1                                   | Toby Price                          | KTM                                 | 30:55:54                            |                                     |
| 9               | 2                                   | Ricky Brabec                        | Honda                               | 03:39:27                            | 12:29                               | 2                                   | Štefan Svitko                       | KTM                                 | 31:24:53                            | 00:28:59                            |
| 9               | 3                                   | Antoine Méo                         | KTM                                 | 03:40:22                            | 13:24                               | 3                                   | Paulo Gonçalves                     | Honda                               | 31:29:55                            | 00:34:01                            |
|                 |                                     |                                     |                                     |                                     |                                     |                                     |                                     |                                     |                                     |                                     |
| 10              | 1                                   | Štefan Svitko                       | KTM                                 | 03:47:23                            |                                     | 1                                   | Toby Price                          | KTM                                 | 34:49:04                            |                                     |
| 10              | 2                                   | Kevin Benavides                     | Honda                               | 03:50:17                            | 02:54                               | 2                                   | Štefan Svitko                       | KTM                                 | 35:12:16                            | 00:23:12                            |
| 10              | 3                                   | Toby Price                          | KTM                                 | 03:53:10                            | 05:47                               | 3                                   | Pablo Quintanilla                   | Husqvarna                           | 35:31:53                            | 00:42:49                            |
|                 |                                     |                                     |                                     |                                     |                                     |                                     |                                     |                                     |                                     |                                     |
| 11              | 1                                   | Antoine Méo                         | KTM                                 | 05:19:08                            |                                     | 1                                   | Toby Price                          | KTM                                 | 40:08:30                            |                                     |
| 11              | 2                                   | Toby Price                          | KTM                                 | 05:19:26                            | 00:18                               | 2                                   | Štefan Svitko                       | KTM                                 | 40:43:53                            | 00:35:23                            |
| 11              | 3                                   | Pablo Quintanilla                   | Husqvarna                           | 05:21:56                            | 02:48                               | 3                                   | Antoine Méo                         | KTM                                 | 40:52:16                            | 00:43:46                            |
|                 |                                     |                                     |                                     |                                     |                                     |                                     |                                     |                                     |                                     |                                     |
| 12              | 1                                   | Hélder Rodrigues                    | Yamaha                              | 06:00:24                            |                                     | 1                                   | Toby Price                          | KTM                                 | 46:13:26                            |                                     |
| 12              | 2                                   | Toby Price                          | KTM                                 | 06:04:56                            | 04:32                               | 2                                   | Štefan Svitko                       | KTM                                 | 46:51:05                            | 00:37:39                            |
| 12              | 3                                   | Kevin Benavides                     | Honda                               | 06:05:19                            | 04:55                               | 3                                   | Pablo Quintanilla                   | Husqvarna                           | 47:06:36                            | 00:53:10                            |
|                 |                                     |                                     |                                     |                                     |                                     |                                     |                                     |                                     |                                     |                                     |
| 13              | 1                                   | Pablo Quintanilla                   | Husqvarna                           | 01:51:27                            |                                     | 1                                   | Toby Price                          | KTM                                 | 48:09:15                            |                                     |
| 13              | 2                                   | Kevin Benavides                     | Honda                               | 01:53:08                            | 01:41                               | 2                                   | Štefan Svitko                       | KTM                                 | 48:48:56                            | 00:39:41                            |
| 13              | 3                                   | Hélder Rodrigues                    | Yamaha                              | 01:54:04                            | 02:37                               | 3                                   | Pablo Quintanilla                   | Husqvarna                           | 48:58:03                            | 00:48:48                            |

### Quads
|                 | Resultado da Etapa                  | Resultado da Etapa                  | Resultado da Etapa                  | Resultado da Etapa                  | Resultado da Etapa                  | Classificação Geral                 | Classificação Geral                 | Classificação Geral                 | Classificação Geral                 | Classificação Geral                 |
| Etapa           | Pos                                 | Piloto                              | Marca                               | Tempo                               | Dif                                 | Pos                                 | Piloto                              | Marca                               | Tempo                               | Dif                                 |
| --------------- | ----------------------------------- | ----------------------------------- | ----------------------------------- | ----------------------------------- | ----------------------------------- | ----------------------------------- | ----------------------------------- | ----------------------------------- | ----------------------------------- | ----------------------------------- |
| Pro             | 1                                   | Ignacio Casale                      | Yamaha                              | 0:07:14                             |                                     | 1                                   | Ignacio Casale                      | Yamaha                              | 00:07:14                            |                                     |
| Pro             | 2                                   | Marcos Patronelli                   | Yamaha                              | 00:07:19                            | 00:05                               | 2                                   | Marcos Patronelli                   | Yamaha                              | 00:07:19                            | 00:00:05                            |
| Pro             | 3                                   | Pablo Copetti                       | Yamaha                              | 00:07:21                            | 00:07                               | 3                                   | Pablo Copetti                       | Yamaha                              | 00:07:21                            | 00:00:07                            |
|                 |                                     |                                     |                                     |                                     |                                     |                                     |                                     |                                     |                                     |                                     |
| 1               | Etapa cancelada devido ao mau tempo | Etapa cancelada devido ao mau tempo | Etapa cancelada devido ao mau tempo | Etapa cancelada devido ao mau tempo | Etapa cancelada devido ao mau tempo | Etapa cancelada devido ao mau tempo | Etapa cancelada devido ao mau tempo | Etapa cancelada devido ao mau tempo | Etapa cancelada devido ao mau tempo | Etapa cancelada devido ao mau tempo |
|                 |                                     |                                     |                                     |                                     |                                     |                                     |                                     |                                     |                                     |                                     |
| 2               | 1                                   | Ignacio Casale                      | Yamaha                              | 04:10:47                            |                                     | 1                                   | Ignacio Casale                      | Yamaha                              | 04:18:01                            |                                     |
| 2               | 2                                   | Brian Baragwanath                   | Yamaha                              | 04:14:36                            | 03:49                               | 2                                   | Brian Baragwanath                   | Yamaha                              | 04:22:01                            | 00:04:00                            |
| 2               | 3                                   | Marcelo Medeiros                    | Yamaha                              | 04:14:58                            | 04:11                               | 3                                   | Marcelo Medeiros                    | Yamaha                              | 04:22:24                            | 00:04:23                            |
|                 |                                     |                                     |                                     |                                     |                                     |                                     |                                     |                                     |                                     |                                     |
| 3               | 1                                   | Brian Baragwanath                   | Yamaha                              | 02:42:35                            |                                     | 1                                   | Ignacio Casale                      | Yamaha                              | 07:01:40                            |                                     |
| 3               | 2                                   | Ignacio Casale                      | Yamaha                              | 02:43:39                            | 01:04                               | 2                                   | Brian Baragwanath                   | Yamaha                              | 07:04:36                            | 00:02:56                            |
| 3               | 3                                   | Lucas Bonetto                       | Honda                               | 02:47:12                            | 04:37                               | 3                                   | Marcelo Medeiros                    | Yamaha                              | 07:09:38                            | 00:07:58                            |
|                 |                                     |                                     |                                     |                                     |                                     |                                     |                                     |                                     |                                     |                                     |
| 4               | 1                                   | Juan C. Carignani                   | Yamaha                              | 04:40:19                            |                                     | 1                                   | Ignacio Casale                      | Yamaha                              | 11:55:41                            |                                     |
| 4               | 2                                   | Sergei Karyakin                     | Yamaha                              | 04:40:29                            | 00:10                               | 2                                   | Sergei Karyakin                     | Yamaha                              | 12:03:12                            | 00:07:31                            |
| 4               | 3                                   | Umbert Okumura                      | Yamaha                              | 04:44:21                            | 04:02                               | 3                                   | Marcelo Medeiros                    | Yamaha                              | 12:06:58                            | 00:11:17                            |
|                 |                                     |                                     |                                     |                                     |                                     |                                     |                                     |                                     |                                     |                                     |
| 5               | 1                                   | Alexis Hernandez                    | Yamaha                              | 04:49:24                            |                                     | 1                                   | Sergei Karyakin                     | Yamaha                              | 16:55:26                            |                                     |
| 5               | 2                                   | Brian Baragwanath                   | Yamaha                              | 04:51:00                            | 01:36                               | 2                                   | Alexis Hernandez                    | Yamaha                              | 17:00:21                            | 00:04:55                            |
| 5               | 3                                   | Alejandro Patronelli                | Yamaha                              | 04:51:20                            | 01:56                               | 3                                   | Alejandro Patronelli                | Yamaha                              | 17:01:09                            | 00:05:43                            |
|                 |                                     |                                     |                                     |                                     |                                     |                                     |                                     |                                     |                                     |                                     |
| 6               | 1                                   | Marcos Patronelli                   | Yamaha                              | 06:53:39                            |                                     | 1                                   | Alejandro Patronelli                | Yamaha                              | 24:01:27                            |                                     |
| 6               | 2                                   | Alejandro Patronelli                | Yamaha                              | 07:00:18                            | 06:39                               | 2                                   | Marcos Patronelli                   | Yamaha                              | 24:04:15                            | 00:02:48                            |
| 6               | 3                                   | Brian Baragwanath                   | Yamaha                              | 07:02:00                            | 08:21                               | 3                                   | Sergei Karyakin                     | Yamaha                              | 24:08:06                            | 00:06:39                            |
|                 |                                     |                                     |                                     |                                     |                                     |                                     |                                     |                                     |                                     |                                     |
| 7               | 1                                   | Lucas Bonetto                       | Honda                               | 02:58:30                            |                                     | 1                                   | Alejandro Patronelli                | Yamaha                              | 27:02:31                            |                                     |
| 7               | 2                                   | Pablo Copetti                       | Yamaha                              | 02:58:59                            | 00:29                               | 2                                   | Marcos Patronelli                   | Yamaha                              | 27:06:07                            | 00:03:36                            |
| 7               | 3                                   | Walter Nosiglia                     | Honda                               | 02:59:24                            | 00:54                               | 3                                   | Sergei Karyakin                     | Yamaha                              | 27:10:22                            | 00:07:51                            |
|                 |                                     |                                     |                                     |                                     |                                     |                                     |                                     |                                     |                                     |                                     |
| Dia de descanso |                                     |                                     |                                     |                                     |                                     |                                     |                                     |                                     |                                     |                                     |
|                 |                                     |                                     |                                     |                                     |                                     |                                     |                                     |                                     |                                     |                                     |
| 8               | 1                                   | Marcos Patronelli                   | Yamaha                              | 05:41:18                            |                                     | 1                                   | Marcos Patronelli                   | Yamaha                              | 32:47:25                            |                                     |
| 8               | 2                                   | Alejandro Patronelli                | Yamaha                              | 05:47:00                            | 05:42                               | 2                                   | Alejandro Patronelli                | Yamaha                              | 32:49:31                            | 02:06                               |
| 8               | 3                                   | Brian Baragwanath                   | Yamaha                              | 05:47:23                            | 06:05                               | 3                                   | Alexis Hernandez                    | Yamaha                              | 33:20:15                            | 32:50                               |
|                 |                                     |                                     |                                     |                                     |                                     |                                     |                                     |                                     |                                     |                                     |
| 9               | 1                                   | Pablo Copetti                       | Yamaha                              | 03:38:40                            |                                     | 1                                   | Marcos Patronelli                   | Yamaha                              | 36:27:33                            |                                     |
| 9               | 2                                   | Alejandro Patronelli                | Yamaha                              | 03:39:15                            | 00:35                               | 2                                   | Alejandro Patronelli                | Yamaha                              | 36:28:46                            | 01:13                               |
| 9               | 3                                   | Marcos Patronelli                   | Yamaha                              | 03:40:08                            | 01:28                               | 3                                   | Alexis Hernandez                    | Yamaha                              | 37:07:42                            | 40:09                               |
|                 |                                     |                                     |                                     |                                     |                                     |                                     |                                     |                                     |                                     |                                     |
| 10              | 1                                   | Brian Baragwanath                   | Yamaha                              | 04:53:30                            |                                     | 1                                   | Marcos Patronelli                   | Yamaha                              | 43:14:19                            |                                     |
| 10              | 2                                   | Marcos Patronelli                   | Yamaha                              | 04:53:59                            | 00:29                               | 2                                   | Alejandro Patronelli                | Yamaha                              | 43:15:53                            | 00:01:34                            |
| 10              | 3                                   | Alejandro Patronelli                | Yamaha                              | 04:54:47                            | 01:17                               | 3                                   | Jeremías González                   | Yamaha                              | 44:49:02                            | 01:34:43                            |
|                 |                                     |                                     |                                     |                                     |                                     |                                     |                                     |                                     |                                     |                                     |
| 11              | 1                                   | Alejandro Patronelli                | Yamaha                              | 06:20:15                            |                                     | 1                                   | Marcos Patronelli                   | Yamaha                              | 49:36:00                            |                                     |
| 11              | 2                                   | Brian Baragwanath                   | Yamaha                              | 06:21:21                            | 01:06                               | 2                                   | Alejandro Patronelli                | Yamaha                              | 49:36:08                            | 00:08                               |
| 11              | 3                                   | Marcos Patronelli                   | Yamaha                              | 06:21:41                            | 01:26                               | 3                                   | Brian Baragwanath                   | Yamaha                              | 51:17:15                            | 01:41:15                            |
|                 |                                     |                                     |                                     |                                     |                                     |                                     |                                     |                                     |                                     |                                     |
| 12              | 1                                   | Marcos Patronelli                   | Yamaha                              | 06:48:46                            |                                     | 1                                   | Marcos Patronelli                   | Yamaha                              | 56:24:46                            |                                     |
| 12              | 2                                   | Walter Nosiglia                     | Honda                               | 06:48:55                            | 00:09                               | 2                                   | Alejandro Patronelli                | Yamaha                              | 56:29:09                            | 04:23                               |
| 12              | 3                                   | Sergei Karyakin                     | Yamaha                              | 06:49:35                            | 00:49                               | 3                                   | Sergei Karyakin                     | Yamaha                              | 58:16:53                            | 01:52:07                            |
|                 |                                     |                                     |                                     |                                     |                                     |                                     |                                     |                                     |                                     |                                     |
| 13              | 1                                   | Brian Baragwanath                   | Yamaha                              | 02:07:18                            |                                     | 1                                   | Marcos Patronelli                   | Yamaha                              | 58:47:41                            |                                     |
| 13              | 2                                   | Giuliano Giordana                   | Yamaha                              | 02:15:02                            | 07:44                               | 2                                   | Alejandro Patronelli                | Yamaha                              | 58:53:04                            | 05:23                               |
| 13              | 3                                   | Sergei Karyakin                     | Yamaha                              | 02:15:13                            | 07:55                               | 3                                   | Brian Baragwanath                   | Yamaha                              | 60:29:34                            | 01:41:53                            |

### Automóveis
|                 | Resultado da Etapa                  | Resultado da Etapa                     | Resultado da Etapa                  | Resultado da Etapa                  | Resultado da Etapa                  | Classificação Geral                 | Classificação Geral                    | Classificação Geral                 | Classificação Geral                 | Classificação Geral                 |
| Etapa           | Pos                                 | Pilotos                                | Marca                               | Tempo                               | Dif                                 | Pos                                 | Pilotos                                | Marca                               | Tempo                               | Dif                                 |
| --------------- | ----------------------------------- | -------------------------------------- | ----------------------------------- | ----------------------------------- | ----------------------------------- | ----------------------------------- | -------------------------------------- | ----------------------------------- | ----------------------------------- | ----------------------------------- |
| Pro             | 1                                   | Bernhard Ten Brinke Tom Colsoul        | Toyota                              | 00:06:08                            |                                     | 1                                   | Bernhard Ten Brinke Tom Colsoul        | Toyota                              | 00:06:08                            |                                     |
| Pro             | 2                                   | Carlos Sainz Lucas Cruz                | Peugeot                             | 00:06:11                            | 00:03                               | 2                                   | Carlos Sainz Lucas Cruz                | Peugeot                             | 00:06:11                            | 00:00:03                            |
| Pro             | 3                                   | Xavier Pons Ricardo Torlaschi          | Ford                                | 00:06:12                            | 00:04                               | 3                                   | Xavier Pons Ricardo Torlaschi          | Ford                                | 00:06:12                            | 00:00:04                            |
|                 |                                     |                                        |                                     |                                     |                                     |                                     |                                        |                                     |                                     |                                     |
| 1               | Etapa cancelada devido ao mau tempo | Etapa cancelada devido ao mau tempo    | Etapa cancelada devido ao mau tempo | Etapa cancelada devido ao mau tempo | Etapa cancelada devido ao mau tempo | Etapa cancelada devido ao mau tempo | Etapa cancelada devido ao mau tempo    | Etapa cancelada devido ao mau tempo | Etapa cancelada devido ao mau tempo | Etapa cancelada devido ao mau tempo |
|                 |                                     |                                        |                                     |                                     |                                     |                                     |                                        |                                     |                                     |                                     |
| 2               | 1                                   | Sébastien Loeb Daniel Elena            | Peugeot                             | 03:45:46                            |                                     | 1                                   | Sébastien Loeb Daniel Elena            | Peugeot                             | 03:52:03                            |                                     |
| 2               | 2                                   | Stéphane Peterhansel Jean-Paul Cottret | Peugeot                             | 03:48:09                            | 02:23                               | 2                                   | Stéphane Peterhansel Jean-Paul Cottret | Peugeot                             | 03:54:26                            | 00:02:23                            |
| 2               | 3                                   | Giniel de Villiers Dirk von Zitzewitz  | Toyota                              | 03:48:47                            | 03:01                               | 3                                   | Giniel de Villiers Dirk von Zitzewitz  | Toyota                              | 03:55:04                            | 00:03:01                            |
|                 |                                     |                                        |                                     |                                     |                                     |                                     |                                        |                                     |                                     |                                     |
| 3               | 1                                   | Sébastien Loeb Daniel Elena            | Peugeot                             | 02:09:39                            |                                     | 1                                   | Sébastien Loeb Daniel Elena            | Peugeot                             | 06:01:42                            |                                     |
| 3               | 2                                   | Carlos Sainz Lucas Cruz                | Peugeot                             | 02:11:02                            | 01:23                               | 2                                   | Giniel de Villiers Dirk von Zitzewitz  | Toyota                              | 06:06:45                            | 00:05:03                            |
| 3               | 3                                   | Nasser Al-Attiyah Matthieu Baumel      | Mini                                | 02:11:04                            | 01:25                               | 3                                   | Stéphane Peterhansel Jean-Paul Cottret | Peugeot                             | 06:06:57                            | 00:05:15                            |
|                 |                                     |                                        |                                     |                                     |                                     |                                     |                                        |                                     |                                     |                                     |
| 4               | 1                                   | Stéphane Peterhansel Jean-Paul Cottret | Peugeot                             | 03:42:42                            |                                     | 1                                   | Sébastien Loeb Daniel Elena            | Peugeot                             | 09:44:51                            |                                     |
| 4               | 2                                   | Carlos Sainz Lucas Cruz                | Peugeot                             | 03:42:53                            | 00:11                               | 2                                   | Stéphane Peterhansel Jean-Paul Cottret | Peugeot                             | 09:49:39                            | 00:04:48                            |
| 4               | 3                                   | Sébastien Loeb Daniel Elena            | Peugeot                             | 03:43:09                            | 00:27                               | 3                                   | Nasser Al-Attiyah Matthieu Baumel      | Mini                                | 09:56:00                            | 00:11:09                            |
|                 |                                     |                                        |                                     |                                     |                                     |                                     |                                        |                                     |                                     |                                     |
| 5               | 1                                   | Sébastien Loeb Daniel Elena            | Peugeot                             | 03:32:34                            |                                     | 1                                   | Sébastien Loeb Daniel Elena            | Peugeot                             | 13:17:25                            |                                     |
| 5               | 2                                   | Carlos Sainz Lucas Cruz                | Peugeot                             | 03:32:56                            | 00:22                               | 2                                   | Stéphane Peterhansel Jean-Paul Cottret | Peugeot                             | 13:25:13                            | 00:07:48                            |
| 5               | 3                                   | Stéphane Peterhansel Jean-Paul Cottret | Peugeot                             | 03:35:34                            | 03:00                               | 3                                   | Carlos Sainz Lucas Cruz                | Peugeot                             | 13:30:51                            | 00:13:26                            |
|                 |                                     |                                        |                                     |                                     |                                     |                                     |                                        |                                     |                                     |                                     |
| 6               | 1                                   | Stéphane Peterhansel Jean-Paul Cottret | Peugeot                             | 05:01:07                            |                                     | 1                                   | Stéphane Peterhansel Jean-Paul Cottret | Peugeot                             | 18:26:20                            |                                     |
| 6               | 2                                   | Carlos Sainz Lucas Cruz                | Peugeot                             | 05:01:24                            | 00:17                               | 2                                   | Sébastien Loeb Daniel Elena            | Peugeot                             | 18:26:47                            | 00:00:27                            |
| 6               | 3                                   | Yazeed Al-Rajhi Timo Gottschalk        | Toyota                              | 05:08:26                            | 07:19                               | 3                                   | Carlos Sainz Lucas Cruz                | Peugeot                             | 18:32:15                            | 00:05:55                            |
|                 |                                     |                                        |                                     |                                     |                                     |                                     |                                        |                                     |                                     |                                     |
| 7               | 1                                   | Carlos Sainz Lucas Cruz                | Peugeot                             | 03:19:03                            |                                     | 1                                   | Sébastien Loeb Daniel Elena            | Peugeot                             | 21:46:28                            |                                     |
| 7               | 2                                   | Sébastien Loeb Daniel Elena            | Peugeot                             | 03:19:41                            | 00:38                               | 2                                   | Stéphane Peterhansel Jean-Paul Cottret | Peugeot                             | 21:48:50                            | 00:02:22                            |
| 7               | 3                                   | Nasser Al-Attiyah Matthieu Baumel      | Mini                                | 03:22:25                            | 03:22                               | 3                                   | Carlos Sainz Lucas Cruz                | Peugeot                             | 21:51:18                            | 00:04:50                            |
|                 |                                     |                                        |                                     |                                     |                                     |                                     |                                        |                                     |                                     |                                     |
| Dia de descanso |                                     |                                        |                                     |                                     |                                     |                                     |                                        |                                     |                                     |                                     |
|                 |                                     |                                        |                                     |                                     |                                     |                                     |                                        |                                     |                                     |                                     |
| 8               | 1                                   | Nasser Al-Attiyah Matthieu Baumel      | Mini                                | 04:12:23                            |                                     | 1                                   | Stéphane Peterhansel Jean-Paul Cottret | Peugeot                             | 26:01:44                            |                                     |
| 8               | 2                                   | Carlos Sainz Lucas Cruz                | Peugeot                             | 04:12:35                            | 00:12                               | 2                                   | Carlos Sainz Lucas Cruz                | Peugeot                             | 26:03:53                            | 00:02:09                            |
| 8               | 3                                   | Stéphane Peterhansel Jean-Paul Cottret | Peugeot                             | 04:12:54                            | 00:31                               | 3                                   | Nasser Al-Attiyah Matthieu Baumel      | Mini                                | 26:16:27                            | 00:14:43                            |
|                 |                                     |                                        |                                     |                                     |                                     |                                     |                                        |                                     |                                     |                                     |
| 9               | 1                                   | Carlos Sainz Lucas Cruz                | Peugeot                             | 02:35:31                            |                                     | 1                                   | Carlos Sainz Lucas Cruz                | Peugeot                             | 28:39:24                            |                                     |
| 9               | 2                                   | Erik Van Loon Wouter Rosegaar          | Mini                                | 02:35:41                            | 00:10                               | 2                                   | Stéphane Peterhansel Jean-Paul Cottret | Peugeot                             | 28:46:27                            | 00:07:03                            |
| 9               | 3                                   | Mikko Hirvonen Michel Périn            | Mini                                | 02:35:48                            | 00:17                               | 3                                   | Nasser Al-Attiyah Matthieu Baumel      | Mini                                | 28:54:02                            | 00:14:38                            |
|                 |                                     |                                        |                                     |                                     |                                     |                                     |                                        |                                     |                                     |                                     |
| 10              | 1                                   | Stéphane Peterhansel Jean-Paul Cottret | Peugeot                             | 03:58:32                            |                                     | 1                                   | Stéphane Peterhansel Jean-Paul Cottret | Peugeot                             | 32:44:59                            |                                     |
| 10              | 2                                   | Cyril Despres David Castera            | Peugeot                             | 04:04:12                            | 05:40                               | 2                                   | Nasser Al-Attiyah Matthieu Baumel      | Mini                                | 33:44:59                            | 01:00:00                            |
| 10              | 3                                   | Vladimir Vasilyev Konstantin Zhiltsov  | Toyota                              | 04:11:28                            | 12:56                               | 3                                   | Giniel de Villiers Dirk von Zitzewitz  | Toyota                              | 33:57:30                            | 01:12:31                            |
|                 |                                     |                                        |                                     |                                     |                                     |                                     |                                        |                                     |                                     |                                     |
| 11              | 1                                   | Nasser Al-Attiyah Matthieu Baumel      | Mini                                | 04:49:16                            |                                     | 1                                   | Stéphane Peterhansel Jean-Paul Cottret | Peugeot                             | 37:42:20                            |                                     |
| 11              | 2                                   | Sébastien Loeb Daniel Elena            | Peugeot                             | 04:55:08                            | 05:52                               | 2                                   | Nasser Al-Attiyah Matthieu Baumel      | Mini                                | 38:34:15                            | 00:51:55                            |
| 11              | 3                                   | Mikko Hirvonen Michel Périn            | Mini                                | 04:56:17                            | 07:01                               | 3                                   | Giniel de Villiers Dirk von Zitzewitz  | Toyota                              | 38:59:44                            | 01:17:24                            |
|                 |                                     |                                        |                                     |                                     |                                     |                                     |                                        |                                     |                                     |                                     |
| 12              | 1                                   | Mikko Hirvonen Michel Périn            | Mini                                | 05:34:17                            |                                     | 1                                   | Stéphane Peterhansel Jean-Paul Cottret | Peugeot                             | 43:27:42                            |                                     |
| 12              | 2                                   | Nasser Al-Attiyah Matthieu Baumel      | Mini                                | 05:34:26                            | 00:09                               | 2                                   | Nasser Al-Attiyah Matthieu Baumel      | Mini                                | 44:08:41                            | 00:40:59                            |
| 12              | 3                                   | Leeroy Poulter Robert Howie            | Toyota                              | 05:35:02                            | 00:45                               | 3                                   | Giniel de Villiers Dirk von Zitzewitz  | Toyota                              | 44:34:58                            | 01:07:16                            |
|                 |                                     |                                        |                                     |                                     |                                     |                                     |                                        |                                     |                                     |                                     |
| 13              | 1                                   | Sébastien Loeb Daniel Elena            | Peugeot                             | 01:46:51                            |                                     | 1                                   | Stéphane Peterhansel Jean-Paul Cottret | Peugeot                             | 45:22:10                            |                                     |
| 13              | 2                                   | Mikko Hirvonen Michel Périn            | Mini                                | 01:48:04                            | 01:13                               | 2                                   | Nasser Al-Attiyah Matthieu Baumel      | Mini                                | 45:57:08                            | 00:34:58                            |
| 13              | 3                                   | Nasser Al-Attiyah Matthieu Baumel      | Mini                                | 01:48:27                            | 01:36                               | 3                                   | Giniel de Villiers Dirk von Zitzewitz  | Toyota                              | 46:24:57                            | 01:02:47                            |

### Camiões
|                 | Resultado da Etapa                                  | Resultado da Etapa                                  | Resultado da Etapa                                  | Resultado da Etapa                                  | Resultado da Etapa                                  | Classificação Geral                                 | Classificação Geral                                 | Classificação Geral                                 | Classificação Geral                                 | Classificação Geral                                 |
| Etapa           | Pos                                                 | Pilotos                                             | Marca                                               | Tempo                                               | Dif                                                 | Pos                                                 | Pilotos                                             | Marca                                               | Tempo                                               | Dif                                                 |
| --------------- | --------------------------------------------------- | --------------------------------------------------- | --------------------------------------------------- | --------------------------------------------------- | --------------------------------------------------- | --------------------------------------------------- | --------------------------------------------------- | --------------------------------------------------- | --------------------------------------------------- | --------------------------------------------------- |
| Pro             | Prólogo neutralizado devido a despiste de automóvel | Prólogo neutralizado devido a despiste de automóvel | Prólogo neutralizado devido a despiste de automóvel | Prólogo neutralizado devido a despiste de automóvel | Prólogo neutralizado devido a despiste de automóvel | Prólogo neutralizado devido a despiste de automóvel | Prólogo neutralizado devido a despiste de automóvel | Prólogo neutralizado devido a despiste de automóvel | Prólogo neutralizado devido a despiste de automóvel | Prólogo neutralizado devido a despiste de automóvel |
|                 |                                                     |                                                     |                                                     |                                                     |                                                     |                                                     |                                                     |                                                     |                                                     |                                                     |
| 1               | Etapa cancelada devido ao mau tempo                 | Etapa cancelada devido ao mau tempo                 | Etapa cancelada devido ao mau tempo                 | Etapa cancelada devido ao mau tempo                 | Etapa cancelada devido ao mau tempo                 | Etapa cancelada devido ao mau tempo                 | Etapa cancelada devido ao mau tempo                 | Etapa cancelada devido ao mau tempo                 | Etapa cancelada devido ao mau tempo                 | Etapa cancelada devido ao mau tempo                 |
|                 |                                                     |                                                     |                                                     |                                                     |                                                     |                                                     |                                                     |                                                     |                                                     |                                                     |
| 2               | 1                                                   | Peter Versluis Marcel Pronk Artur Klein             | MAN                                                 | 04:19:06                                            |                                                     | 1                                                   | Peter Versluis Marcel Pronk Artur Klein             | MAN                                                 | 04:19:06                                            |                                                     |
| 2               | 2                                                   | Hans Stacey Serge Bruynkens Bernard der Kinderen    | MAN                                                 | 04:20:18                                            | 01:12                                               | 2                                                   | Hans Stacey Serge Bruynkens Bernard der Kinderen    | MAN                                                 | 04:20:18                                            | 00:01:12                                            |
| 2               | 3                                                   | Federico Villagra Jorge Perez Companc Andres Memi   | Iveco                                               | 04:21:02                                            | 01:56                                               | 3                                                   | Federico Villagra Jorge Perez Companc Andres Memi   | Iveco                                               | 04:21:02                                            | 00:01:56                                            |
|                 |                                                     |                                                     |                                                     |                                                     |                                                     |                                                     |                                                     |                                                     |                                                     |                                                     |
| 3               | 1                                                   | Martin Kolomý David Kilian Rene Kilian              | Tatra                                               | 01:42:40                                            |                                                     | 1                                                   | Hans Stacey Serge Bruynkens Bernard der Kinderen    | MAN                                                 | 06:03:15                                            |                                                     |
| 3               | 2                                                   | Hans Stacey Serge Bruynkens Bernard der Kinderen    | MAN                                                 | 01:42:57                                            | 00:17                                               | 2                                                   | Peter Versluis Marcel Pronk Artur Klein             | MAN                                                 | 06:03:41                                            | 00:00:26                                            |
| 3               | 3                                                   | Federico Villagra Jorge Perez Companc Andres Memi   | Iveco                                               | 01:43:34                                            | 00:54                                               | 3                                                   | Federico Villagra Jorge Perez Companc Andres Memi   | Iveco                                               | 06:04:36                                            | 00:01:21                                            |
|                 |                                                     |                                                     |                                                     |                                                     |                                                     |                                                     |                                                     |                                                     |                                                     |                                                     |
| 4               | 1                                                   | Gerard de Rooy Darek Rodewald Jurgen Damen          | Iveco                                               | 03:58:16                                            |                                                     | 1                                                   | Peter Versluis Marcel Pronk Artur Klein             | MAN                                                 | 10:02:34                                            |                                                     |
| 4               | 2                                                   | Peter Versluis Marcel Pronk Artur Klein             | MAN                                                 | 03:58:53                                            | 00:37                                               | 2                                                   | Hans Stacey Serge Bruynkens Bernard der Kinderen    | MAN                                                 | 10:02:49                                            | 00:00:15                                            |
| 4               | 3                                                   | Hans Stacey Serge Bruynkens Bernard der Kinderen    | MAN                                                 | 03:59:34                                            | 01:18                                               | 3                                                   | Federico Villagra Jorge Perez Companc Andres Memi   | Iveco                                               | 10:04:38                                            | 00:02:04                                            |
|                 |                                                     |                                                     |                                                     |                                                     |                                                     |                                                     |                                                     |                                                     |                                                     |                                                     |
| 5               | 1                                                   | Eduard Nikolaev Evgeny Yakovlev Vladimir Rybakov    | Kamaz                                               | 04:00:03                                            |                                                     | 1                                                   | Federico Villagra Jorge Perez Companc Andres Memi   | Iveco                                               | 14:09:13                                            |                                                     |
| 5               | 2                                                   | Martin Kolomý David Kilian Rene Kilian              | Tatra                                               | 04:02:35                                            | 02:32                                               | 2                                                   | Peter Versluis Marcel Pronk Artur Klein             | MAN                                                 | 14:09:18                                            | 00:00:05                                            |
| 5               | 3                                                   | Federico Villagra Jorge Perez Companc Andres Memi   | Iveco                                               | 04:04:35                                            | 04:32                                               | 3                                                   | Hans Stacey Serge Bruynkens Bernard der Kinderen    | MAN                                                 | 14:09:34                                            | 00:00:21                                            |
|                 |                                                     |                                                     |                                                     |                                                     |                                                     |                                                     |                                                     |                                                     |                                                     |                                                     |
| 6               | 1                                                   | Hans Stacey Serge Bruynkens Bernard der Kinderen    | MAN                                                 | 02:55:35                                            |                                                     | 1                                                   | Hans Stacey Serge Bruynkens Bernard der Kinderen    | MAN                                                 | 17:05:09                                            |                                                     |
| 6               | 2                                                   | Gerard de Rooy Darek Rodewald Jurgen Damen          | Iveco                                               | 02:55:42                                            | 00:07                                               | 2                                                   | Peter Versluis Marcel Pronk Artur Klein             | MAN                                                 | 17:06:08                                            | 00:00:59                                            |
| 6               | 3                                                   | Peter Versluis Marcel Pronk Artur Klein             | MAN                                                 | 02:56:50                                            | 01:15                                               | 3                                                   | Federico Villagra Jorge Perez Companc Andres Memi   | Iveco                                               | 17:09:14                                            | 00:04:05                                            |
|                 |                                                     |                                                     |                                                     |                                                     |                                                     |                                                     |                                                     |                                                     |                                                     |                                                     |
| 7               | 1                                                   | Eduard Nikolaev Evgeny Yakovlev Vladimir Rybakov    | Kamaz                                               | 03:54:31                                            |                                                     | 1                                                   | Peter Versluis Marcel Pronk Artur Klein             | MAN                                                 | 21:01:56                                            |                                                     |
| 7               | 2                                                   | Ayrat Mardeev Aydar Belyaev Dmitriy Svistunov       | Kamaz                                               | 03:55:29                                            | 00:58                                               | 2                                                   | Gerard de Rooy Darek Rodewald Jurgen Damen          | Iveco                                               | 21:07:27                                            | 00:05:31                                            |
| 7               | 3                                                   | Peter Versluis Marcel Pronk Artur Klein             | MAN                                                 | 03:55:48                                            | 01:17                                               | 3                                                   | Ayrat Mardeev Aydar Belyaev Dmitriy Svistunov       | Kamaz                                               | 21:12:44                                            | 00:10:48                                            |
|                 |                                                     |                                                     |                                                     |                                                     |                                                     |                                                     |                                                     |                                                     |                                                     |                                                     |
| Dia de descanso |                                                     |                                                     |                                                     |                                                     |                                                     |                                                     |                                                     |                                                     |                                                     |                                                     |
|                 |                                                     |                                                     |                                                     |                                                     |                                                     |                                                     |                                                     |                                                     |                                                     |                                                     |
| 8               | 1                                                   | Gerard de Rooy Moisés Torrallardona Darek Rodewald  | Iveco                                               | 04:04:45                                            |                                                     | 1                                                   | Gerard de Rooy Moisés Torrallardona Darek Rodewald  | Iveco                                               | 25:49:26                                            |                                                     |
| 8               | 2                                                   | Eduard Nikolaev Evgeny Yakovlev Vladimir Rybakov    | Kamaz                                               | 04:44:34                                            | 02:35                                               | 2                                                   | Peter Versluis Marcel Pronk Artur Klein             | MAN                                                 | 25:55:55                                            | 00:06:29                                            |
| 8               | 3                                                   | Andrey Karginov Andrey Mokeev Igor Leonov           | Kamaz                                               | 04:47:22                                            | 05:23                                               | 3                                                   | Eduard Nikolaev Evgeny Yakovlev Vladimir Rybakov    | Kamaz                                               | 25:57:24                                            | 00:07:58                                            |
|                 |                                                     |                                                     |                                                     |                                                     |                                                     |                                                     |                                                     |                                                     |                                                     |                                                     |
| 9               | 1                                                   | Gerard de Rooy Moisés Torrallardona Darek Rodewald  | Iveco                                               | 02:41:20                                            |                                                     | 1                                                   | Gerard de Rooy Moisés Torrallardona Darek Rodewald  | Iveco                                               | 28:30:46                                            |                                                     |
| 9               | 2                                                   | Ton Van Genugten Anton Van Limpt Peter Van Eerd     | Iveco                                               | 02:45:19                                            | 03:59                                               | 2                                                   | Eduard Nikolaev Evgeny Yakovlev Vladimir Rybakov    | Kamaz                                               | 28:57:58                                            | 27:12                                               |
| 9               | 3                                                   | Andrey Karginov Andrey Mokeev Igor Leonov           | Kamaz                                               | 02:57:24                                            | 16:04                                               | 3                                                   | Federico Villagra Jorge Perez Companc Andres Memi   | Iveco                                               | 29:12:10                                            | 41:24                                               |
|                 |                                                     |                                                     |                                                     |                                                     |                                                     |                                                     |                                                     |                                                     |                                                     |                                                     |
| 10              | 1                                                   | Pascal de Baar Martin Roesink Wouter de Graaff      | Renault Trucks                                      | 04:51:41                                            |                                                     | 1                                                   | Gerard de Rooy Moisés Torrallardona Darek Rodewald  | Iveco                                               | 33:25:03                                            |                                                     |
| 10              | 2                                                   | Gerard de Rooy Moisés Torrallardona Darek Rodewald  | Iveco                                               | 04:54:17                                            | 02:36                                               | 2                                                   | Ayrat Mardeev Aydar Belyaev Dmitriy Svistunov       | Kamaz                                               | 34:40:22                                            | 01:15:19                                            |
| 10              | 3                                                   | Ayrat Mardeev Aydar Belyaev Dmitriy Svistunov       | Kamaz                                               | 05:17:47                                            | 26:06                                               | 3                                                   | Federico Villagra Jorge Perez Companc Andres Memi   | Iveco                                               | 34:57:50                                            | 01:32:47                                            |
|                 |                                                     |                                                     |                                                     |                                                     |                                                     |                                                     |                                                     |                                                     |                                                     |                                                     |
| 11              | 1                                                   | Eduard Nikolaev Evgeny Yakovlev Vladimir Rybakov    | Kamaz                                               | 05:31:37                                            |                                                     | 1                                                   | Gerard de Rooy Moisés Torrallardona Darek Rodewald  | Iveco                                               | 39:10:29                                            |                                                     |
| 11              | 2                                                   | Peter Versluis Marcel Pronk Artur Klein             | MAN                                                 | 05:36:39                                            | 05:02                                               | 2                                                   | Ayrat Mardeev Aydar Belyaev Dmitriy Svistunov       | Kamaz                                               | 40:19:50                                            | 01:09:21                                            |
| 11              | 3                                                   | Ton Van Genugten Anton Van Limpt Peter Van Eerd     | Iveco                                               | 05:37:13                                            | 05:36                                               | 3                                                   | Federico Villagra Jorge Perez Companc Andres Memi   | Iveco                                               | 40:56:14                                            | 01:45:45                                            |
|                 |                                                     |                                                     |                                                     |                                                     |                                                     |                                                     |                                                     |                                                     |                                                     |                                                     |
| 12              | 1                                                   | Peter Versluis Marcel Pronk Artur Klein             | MAN                                                 | 03:14:06                                            |                                                     | 1                                                   | Gerard de Rooy Moisés Torrallardona Darek Rodewald  | Iveco                                               | 42:29:59                                            |                                                     |
| 12              | 2                                                   | Federico Villagra Jorge Perez Companc Andres Memi   | Iveco                                               | 03:17:20                                            | 03:14                                               | 2                                                   | Ayrat Mardeev Aydar Belyaev Dmitriy Svistunov       | Kamaz                                               | 43:43:09                                            | 01:13:10                                            |
| 12              | 3                                                   | Hans Stacey Serge Bruynkens Jan van der Baet        | MAN                                                 | 03:17:24                                            | 03:18                                               | 3                                                   | Federico Villagra Jorge Perez Companc Andres Memi   | Iveco                                               | 44:13:34                                            | 01:43:35                                            |
|                 |                                                     |                                                     |                                                     |                                                     |                                                     |                                                     |                                                     |                                                     |                                                     |                                                     |
| 13              | 1                                                   | Hans Stacey Serge Bruynkens Jan van der Baet        | MAN                                                 | 02:06:08                                            |                                                     | 1                                                   | Gerard de Rooy Moisés Torrallardona Darek Rodewald  | Iveco                                               | 44:42:03                                            |                                                     |
| 13              | 2                                                   | Peter Versluis Marcel Pronk Artur Klein             | MAN                                                 | 02:07:53                                            | 01:45                                               | 2                                                   | Ayrat Mardeev Aydar Belyaev Dmitriy Svistunov       | Kamaz                                               | 45:52:30                                            | 01:10:27                                            |
| 13              | 3                                                   | Eduard Nikolaev Evgeny Yakovlev Vladimir Rybakov    | Kamaz                                               | 02:08:16                                            | 02:08                                               | 3                                                   | Federico Villagra Jorge Perez Companc Andres Memi   | Iveco                                               | 46:22:58                                            | 01:40:55                                            |

## Classificação geral final
Referências:

### Motos
| Rank. | Piloto              | Marca     | Tempo    | Diferença |
| ----- | ------------------- | --------- | -------- | --------- |
| 1     | Toby Price          | KTM       | 48:09:15 | -----     |
| 2     | Štefan Svitko       | KTM       | 48:48:56 | + 39:41   |
| 3     | Pablo Quintanilla   | Husqvarna | 48:58:03 | + 48:48   |
| 4     | Kevin Benavides     | Honda     | 49:04:02 | + 54:47   |
| 5     | Hélder Rodrigues    | Yamaha    | 49:04:59 | + 55:44   |
| 6     | Adrien Van Beveren  | Yamaha    | 49:55:44 | + 1:46:29 |
| 7     | Antoine Méo         | KTM       | 50:06:02 | + 1:56:47 |
| 8     | Gerard Farrés Guell | KTM       | 50:10:15 | + 2:01:00 |
| 9     | Ricky Brabec        | Honda     | 50:20:42 | + 2:11:27 |
| 10    | Armand Monleón      | KTM       | 51:37:04 | + 3:27:49 |

### Quads
| Rank. | Piloto                    | Marca  | Tempo    | Diferença |
| ----- | ------------------------- | ------ | -------- | --------- |
| 1     | Marcos Patronelli         | Yamaha | 58:47:41 | -----     |
| 2     | Alejandro Patronelli      | Yamaha | 58:53:04 | + 5:23    |
| 3     | Brian Baragwanath         | Yamaha | 60:29:34 | + 1:41:53 |
| 4     | Sergei Karyakin           | Yamaha | 60:32:06 | + 1:44:25 |
| 5     | Jeremias González Ferioli | Yamaha | 60:49:49 | + 2:02:08 |
| 6     | Nelson Sanabria Galeano   | Yamaha | 63:05:40 | + 4:17:59 |
| 7     | Walter Nosiglia           | Honda  | 63:13:51 | + 4:26:10 |
| 8     | Alexis Hernández          | Yamaha | 65:21:25 | + 6:33:44 |
| 9     | Sebastián Palma           | Honda  | 67:03:14 | + 8:15:33 |
| 10    | Santiago Hansen           | Honda  | 67:29:04 | + 8:41:23 |

### Carros
| Rank. | Piloto               | Navegador           | Marca   | Tempo    | Diferença |
| ----- | -------------------- | ------------------- | ------- | -------- | --------- |
| 1     | Stéphane Peterhansel | Jean-Paul Cottret   | Peugeot | 45:22:10 | -----     |
| 2     | Nasser Al Attiyah    | Matthieu Baumel     | MINI    | 45:57:08 | + 34:58   |
| 3     | Giniel De Villiers   | Dirk Von Zitzewitz  | Toyota  | 46:24:57 | + 1:02:47 |
| 4     | Mikko Hirvonen       | Michel Perín        | MINI    | 46:27:28 | + 1:05:18 |
| 5     | Leeroy Poulter       | Robert Howie        | Toyota  | 46:52:53 | + 1:30:43 |
| 6     | Nani Roma            | Alex Haro Bravo     | MINI    | 47:03:16 | + 1:41:06 |
| 7     | Cyril Despres        | David Castera       | Peugeot | 47:15:14 | + 1:53:04 |
| 8     | Vladiir Vasilyev     | Konstantin Zhiltsov | Toyota  | 47:23:55 | + 2:01:45 |
| 9     | Sébastien Loeb       | Daniel Elena        | Peugeot | 47:44:19 | + 2:22:09 |
| 10    | Harry Hunt           | Andreas Schulz      | MINI    | 48:33:40 | + 3:11:30 |

### Camiões
| Rank. | Piloto            | Co-pilotos                           | Marca          | Tempo    | Diferença |
| ----- | ----------------- | ------------------------------------ | -------------- | -------- | --------- |
| 1     | Gérard De Rooy    | Moises Torrallardona Darek Rodewald  | Iveco          | 44:42:03 | ----      |
| 2     | Airat Mardeev     | Aydar Belyaev Dmitriy Svistunov      | Kamaz          | 45:52:30 | + 1:10:27 |
| 3     | Federico Villagra | Jorge Pérez Companc Andrés Memi      | Iveco          | 46:22:58 | + 1:40:55 |
| 4     | Hans Stacey       | Serge Bruykens Jan van der Vaet      | MAN            | 47:05:04 | + 2:23:01 |
| 5     | Ton van Genugten  | Anton van Limpt Peter van Eerd       | Iveco          | 47:13:02 | + 2:30:59 |
| 6     | Pascal De Baar    | Martin Roesink Wouter de Graaff      | Renault Trucks | 47:46:10 | + 3:04:07 |
| 7     | Eduard Nikolaev   | Evgeny Yakovlev Vladimir Rybakov     | Kamaz          | 48:21:26 | + 3:39:23 |
| 9     | Jaroslav Valtr    | Josef Kalina Jiri Stross             | Tatra          | 48:36:33 | + 3:54:30 |
| 6     | Pieter Versluis   | Marcel Pronk Artur Klein             | MAN            | 48:39:55 | + 3:57:52 |
| 10    | Pep Vila Roca     | Xavi Colomé Roqueta Marc Torres Sala | Iveco          | 49:37:07 | + 4:55:04 |